# ۱ گاوران
۱ گاوران یک ستاره است که در صورت فلکی گاوران قرار دارد.